# Naiara Egozkue
Naiara Egozkue Extremado, née le 21 octobre 1983 à Pampelune, est une joueuse internationale espagnole de handball, évoluant au poste d'ailière gauche au CB Atlético Guardés depuis 2016 et en équipe nationale espagnole.
Elle a représenté l'Espagne notamment au championnat d'Europe 2014, où elle a remporté la médaille d'argent, et aux Jeux olympiques de 2016, terminés à la 6e place. 

## Palmarès

### Clubs
compétitions internationales
- vainqueur de la coupe de l'EHF (C3) en 2009 (avec SD Itxako)

compétitions nationales
- championne d'Espagne en 2009, 2010, 2011 et 2012 (avec SD Itxako) et 2017 (avec CB Atlético Guardés)
- vainqueur de la coupe de la Reine en 2010, 2011 et 2012 (avec SD Itxako)

### Sélection espagnole
- 9e place au championnat du monde 2013[3]
- finaliste du championnat d'Europe 2014
- 12e place au championnat du monde 2015
- 6e place aux Jeux olympiques de 2016
- 11e place au championnat d'Europe 2016